# Núi Gassan
Núi Gassan (月山 Gassan) là núi cao nhất trong Xuất Vũ tam sơn ở tỉnh cổ Dewa (ngày nay là tỉnh Yamagata). Đền thờ Gassan đứng ở đỉnh của ngọn núi, 1984 mét so với mực nước biển. Do tuyết rơi mùa đông nặng, ngọn núi và đền thờ là không thể tiếp cận trong thời gian dài trong năm; tuy nhiên, có thể trượt tuyết trên núi từ tháng tư đến giữa mùa hè.

## Hình ảnh

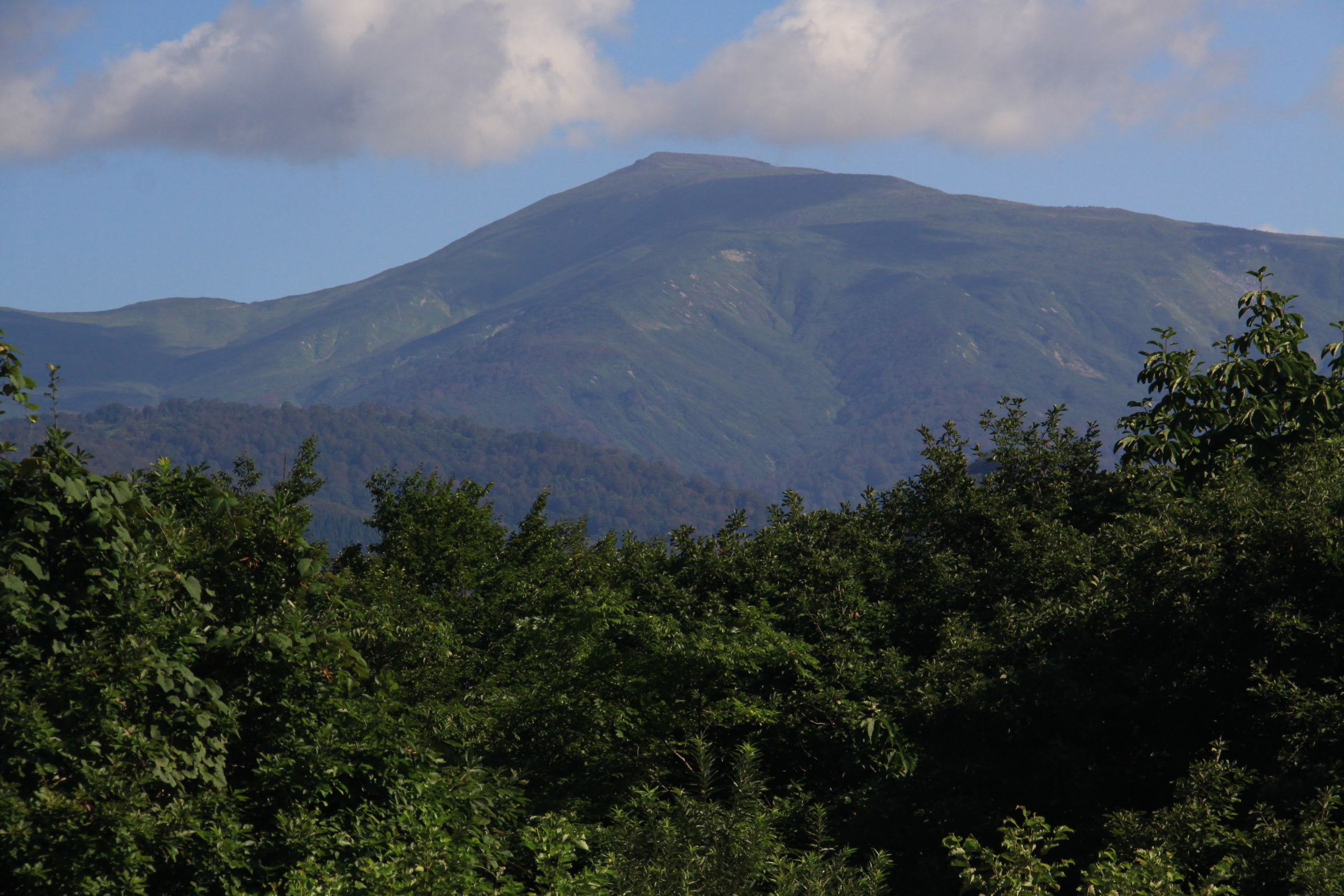
Viewd from the S
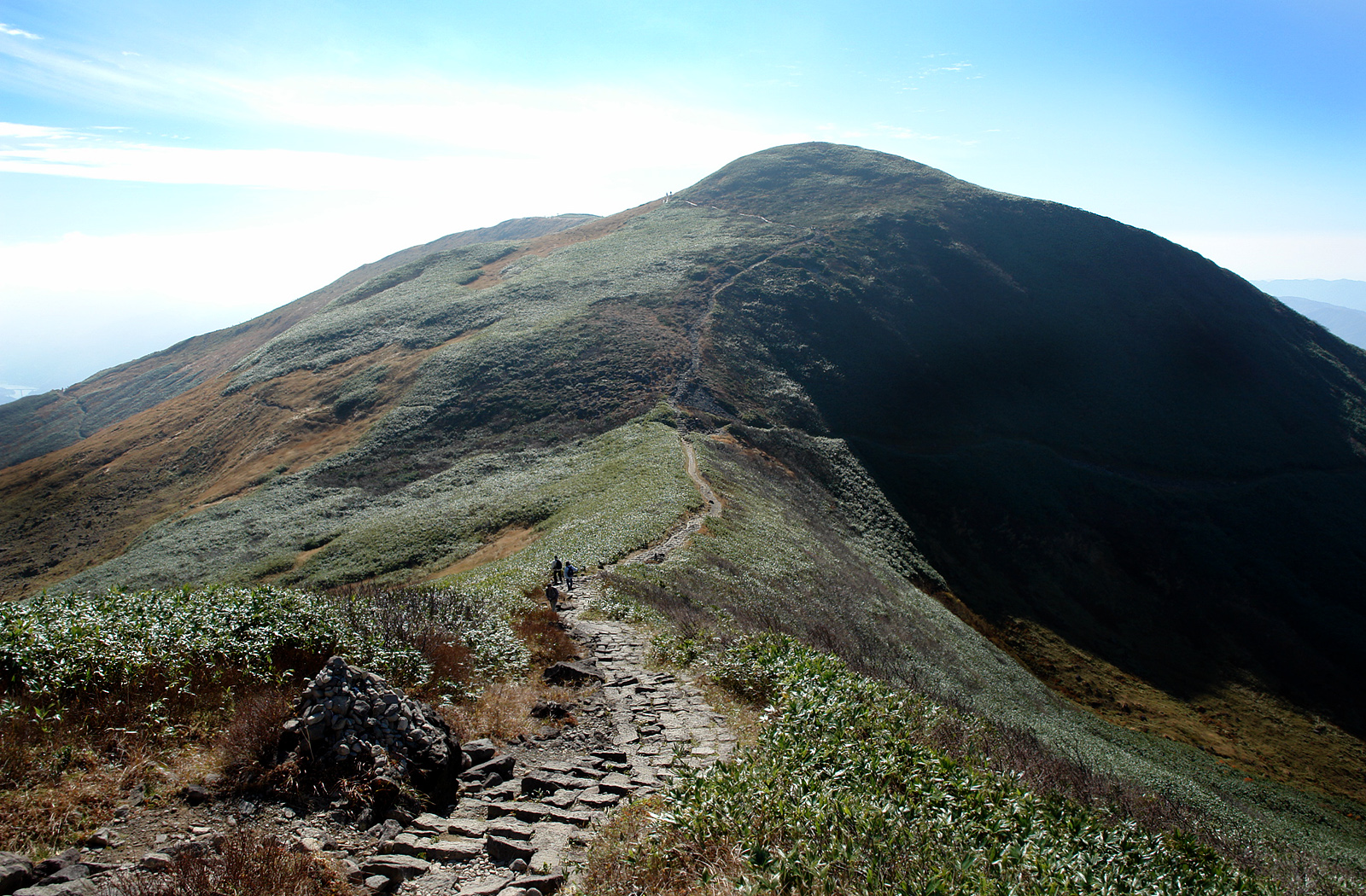
Ridge
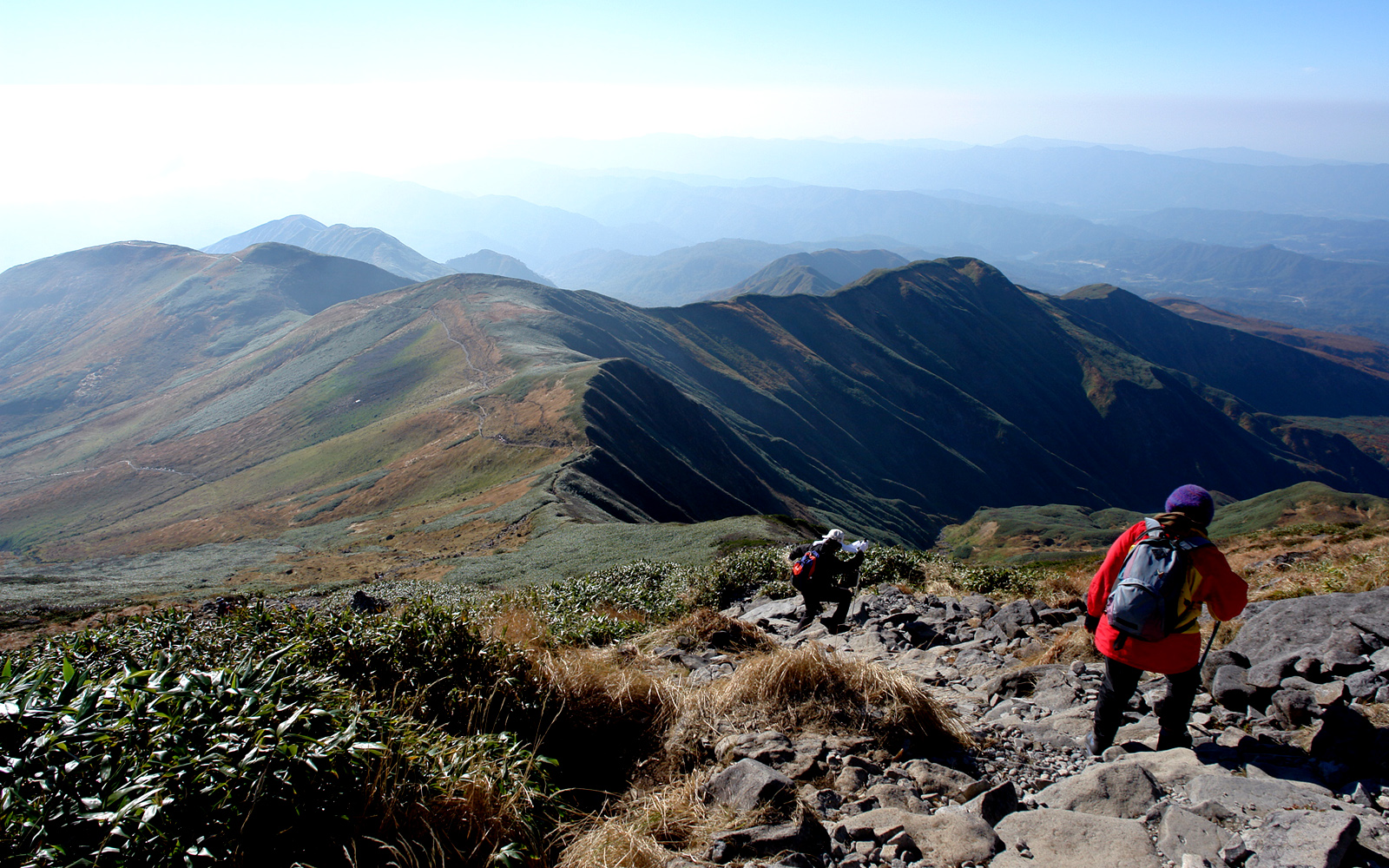
Ridge
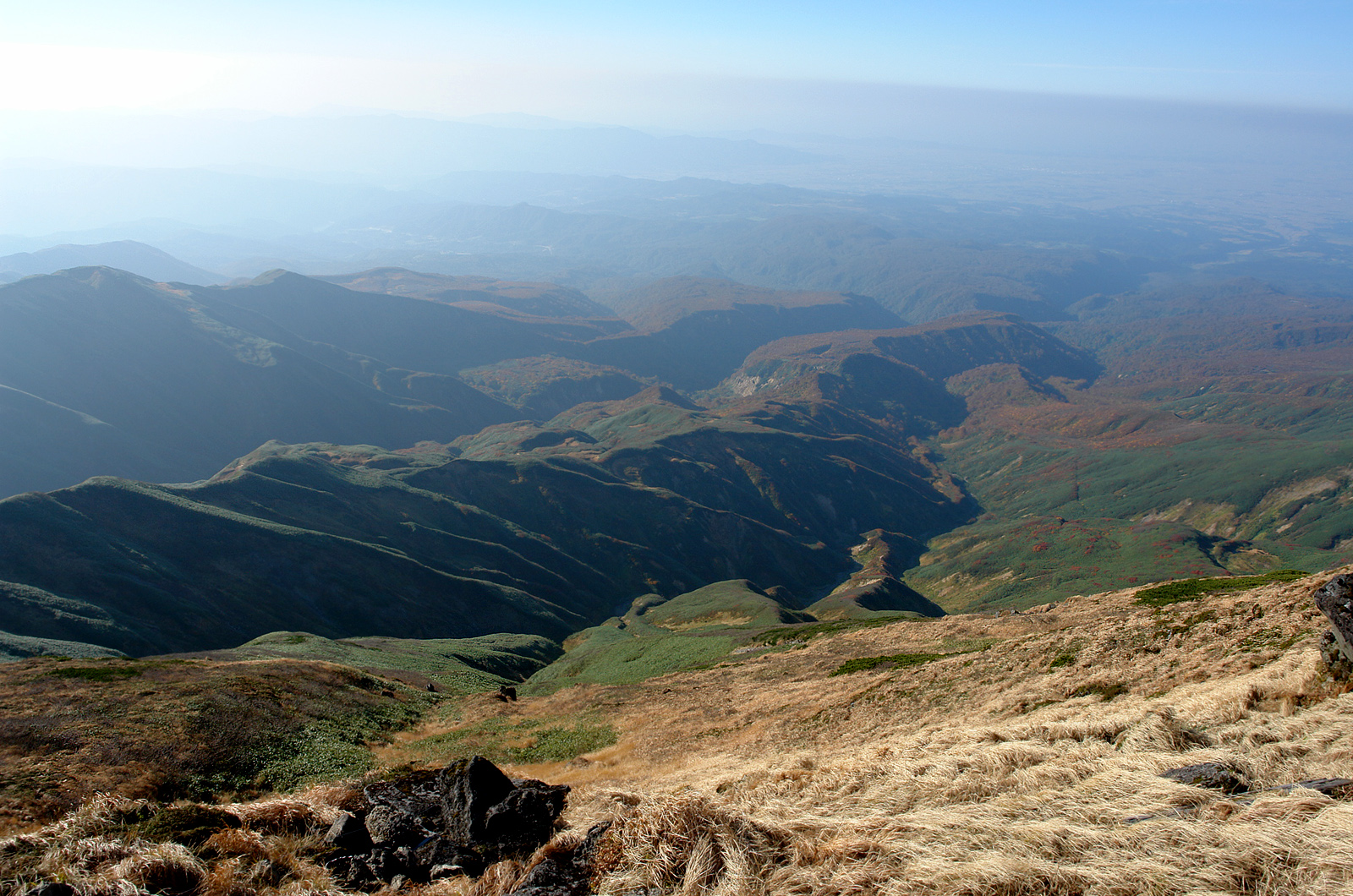
Viewed from the Peak
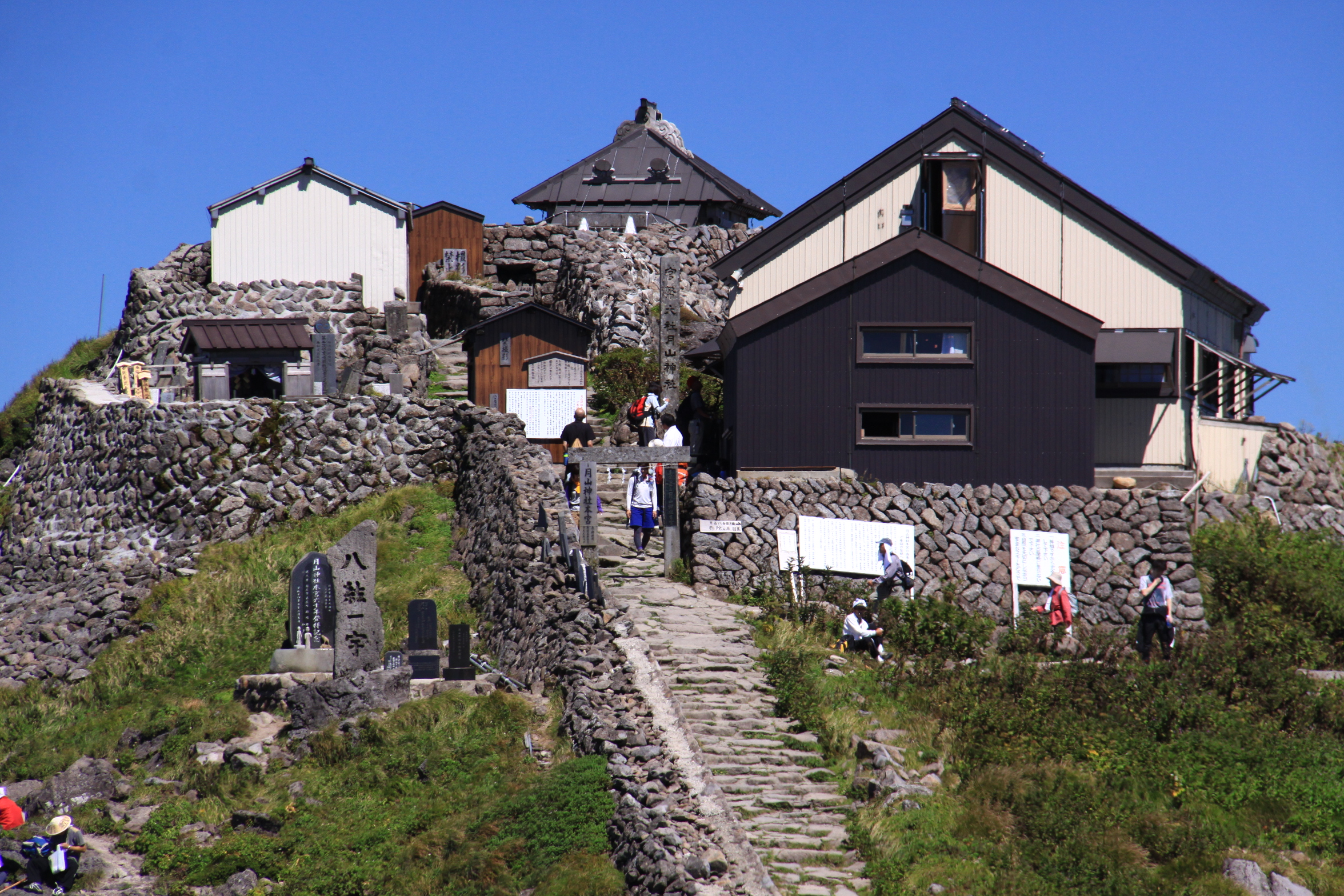
Gassan Shrine at the summit